# Лениндар
Лениндар (бел. Леніндар) — посёлок в Ленинском сельсовете Добрушского района Гомельской области Республики Беларусь.

## География

### Расположение
В 31 км на юго-восток от районного центра Добруш, в 59 км от Гомеля. В посёлке находится остановочный пункт на ветке Тереховка — Круговец на ответвлении от линии Гомель — Бахмач.

## Транспортная система
Транспортная связь по просёлочной дороге, затем по автодороге Тереховка — Гомель. В посёлке 34 жилых дома (2004 год). Планировка состоит из прямолинейной улицы, с ориентацией с юго-запада на северо-восток, к неё с востока примыкает короткая прямолинейная улица. Застройка двухсторонняя, деревянными домами усадебного типа.

## История
В 0,5 км на юг от посёлка археологами обнаружен курганный могильник из 4-х насыпей (местное название «Французские могилы»). Эта находка свидетельствует о заселении этих мест с давних времён.
Посёлок основан в начале XX века переселенцами с соседних деревень. В 1926 году действовало почтовое отделение. Входил в состав Дубровского сельсовета Краснобудского района Гомельского округа.
В 1931 году жители вступили в колхоз.
В 1959 году в составе колхоза имени В.И. Ленина с центром в деревне Ленино.

## Население

### Численность
- 2004 год — 34 двора, 47 жителей

### Динамика
- 1926 год — 48 дворов, 264 жителя
- 1959 год — 222 жителя (согласно переписи)
- 2004 год — 34 двора, 47 жителей